# Il domani che verrà - The Tomorrow Series
Il domani che verrà - The Tomorrow Series (Tomorrow, When the War Began) è un film del 2010 scritto e diretto da Stuart Beattie, tratto dal romanzo La guerra che verrà dello scrittore australiano John Marsden.

## Trama
La diciassettenne Ellie Linton, alla vigilia delle vacanze scolastiche e del lavoro nella fattoria di famiglia, vuole concedersi un po' di avventura, in campeggio verso il leggendario Rockpool Eden, meglio conosciuto come "l'inferno".
Col consenso dei genitori, Ellie parte con la Land Rover del padre, insieme ai suoi compagni di college: l'amica del cuore, Corrie McKenzie con l'atletico fidanzato Kevin Holmes, la dolce e bellissima Fiona Maxwell, lo scapestrato Homer Yannos, la timida e sensibile Robyn Mathers e Lee Takkam, figlio dei gestori del locale thailandese del paese.
Arrivati a destinazione, i ragazzi si rendono conto che Rockpool Eden, invece, è un luogo bellissimo, incubatore di nuovi amori.
Durante la notte Ellie sente degli aerei militari che, senza né luci né insegne, volano a bassa quota verso la città.
Il mattino seguente i ragazzi discutono dell'accaduto, senza però dare peso alla faccenda. Al loro ritorno in città scoprono che manca l'elettricità,  che tutti gli animali domestici sono stati uccisi (tranne Flip il cane di Kevin) e che tutti i loro cari sono misteriosamente scomparsi.
Ellie, Corrie e Kevin scoprono che la popolazione di Wirrawee è tenuta prigioniera da militari stranieri non identificati, ma gli occhi a mandorla e l'imponente forza aerea fanno pensare alla Cina.
I ragazzi si rendono presto conto di essere le uniche persone restate libere e quindi decidono di organizzare una resistenza. Cercando di nascondersi dai militari, il gruppo incontra un altro loro compagno di scuola, Chris Lang, un ragazzo difficile con problemi di tossicodipendenza. Con l'aiuto di Chris i ragazzi decidono di distruggere il ponte che collega l'aeroporto (usato come base operativa dagli invasori) alla loro città.
Distruggendo il ponte i ragazzi bloccano l'unica via d'accesso a Wirrawee, impedendo così l'invio dei rinforzi degli invasori. Ma la guerra è solo all'inizio.

## Sequel cancellato e serie TV
Il produttore esecutivo Christopher Mapp, in un'intervista del settembre 2010, aveva dichiarato la volontà di girare i due sequel basati sui romanzi The Dead of the Night e The Third Day, ma dopo vari anni senza avere informazioni su di essi (e pertanto dati per eliminati dai piani di Mapp), lo stesso Mapp ha affermato, nel 2015, che stava lavorando alla serie TV della saga: essa sarebbe ripartita dal primo romanzo e gli attori del film non sarebbero ritornati nei loro ruoli.
La serie TV è stata girata dal 14 settembre al 13 novembre 2015 a Melbourne, sul Barwon Heads Bridge, e a Clunes, Victoria. Il 27 novembre 2015, ABC annuncia la nuova forma che prenderà nel 2016 (il cambio del nome in Freeform) con l'annuncio di nuove serie, tra cui Tomorrow: When the War Began, mentre il 1º gennaio 2016 viene rilasciato il primo trailer della serie, la quale conta 6 episodi ed è andata in onda sul canale ABC3 dal 23 aprile al 28 maggio 2016.